# Тен Дюн Гир
Тен Дюн Гир (19 октября 1903 года, деревня Синельниково-2, Южно-Уссурийский уезд, Приморская область, Приамурский край, Российская империя — 20 ноября 1981 года) — колхозник колхоза «Гигант» Чиилийского района Кзыл-Ординской области, Казахская ССР. Герой Социалистического Труда (1950).

## Биография
Родился в 1903 году в крестьянской семье в деревнеСинельниково-2 Южно-Уссурийского уезда.
С 1918 года проживал в селе Покровка Покровского района Уссурийской области. В 1937 году депортирован на спецпоселение в Чиилийский район Кзыл-Ординской области, Казахская ССР. С 1938 года — рядовой колхозник, звеньевой рисоводческого звена колхоза «Гигант» Чиилийского района.
В 1948 году звено Тен Дюн Гира получило в среднем по 81,6 центнера риса с каждого гектара на участке площадью в 6 гектаров. Указом Президиума Верховного Совета СССР от 21 июня 1950 года удостоен звания Героя Социалистического Труда с вручением ордена Ленина и золотой медали «Серп и Молот».
В 1954 году переехал в посёлок Туябугуз Средне-Чирчикского района. Трудился бетонщиком, сторожем в СМУ «Ташводохранилище».
В 1967 году вышел на пенсию. Персональный пенсионер союзного значения.
Скончался в ноябре 1981 года. Похоронен на Бектемировском кладбище в Ташкенте.